# 東京1969
「東京1969（とうきょう・いちきゅうろくきゅう）」は、一柳慧が1969年に作曲した電子音楽作品である。

## 概要
この作品は1969年の東京で採集された落語、ニュース、演歌などの音源を用いて電子音楽作品としたものである。
NHK電子音楽スタジオの委嘱により作曲され、NHK電子音楽スタジオで制作された。

## 演奏時間
約15分

## 初演
1969年1月、NHKにより放送初演が行われた。